# Betânia
Betânia is een gemeente in de Braziliaanse deelstaat Pernambuco. De gemeente telt 12.011 inwoners (schatting 2009).
De gemeente grenst aan Flores, Calumbi, Floresta, Custódia en Serra Talhada.